# Эдинбургский международный книжный фестиваль

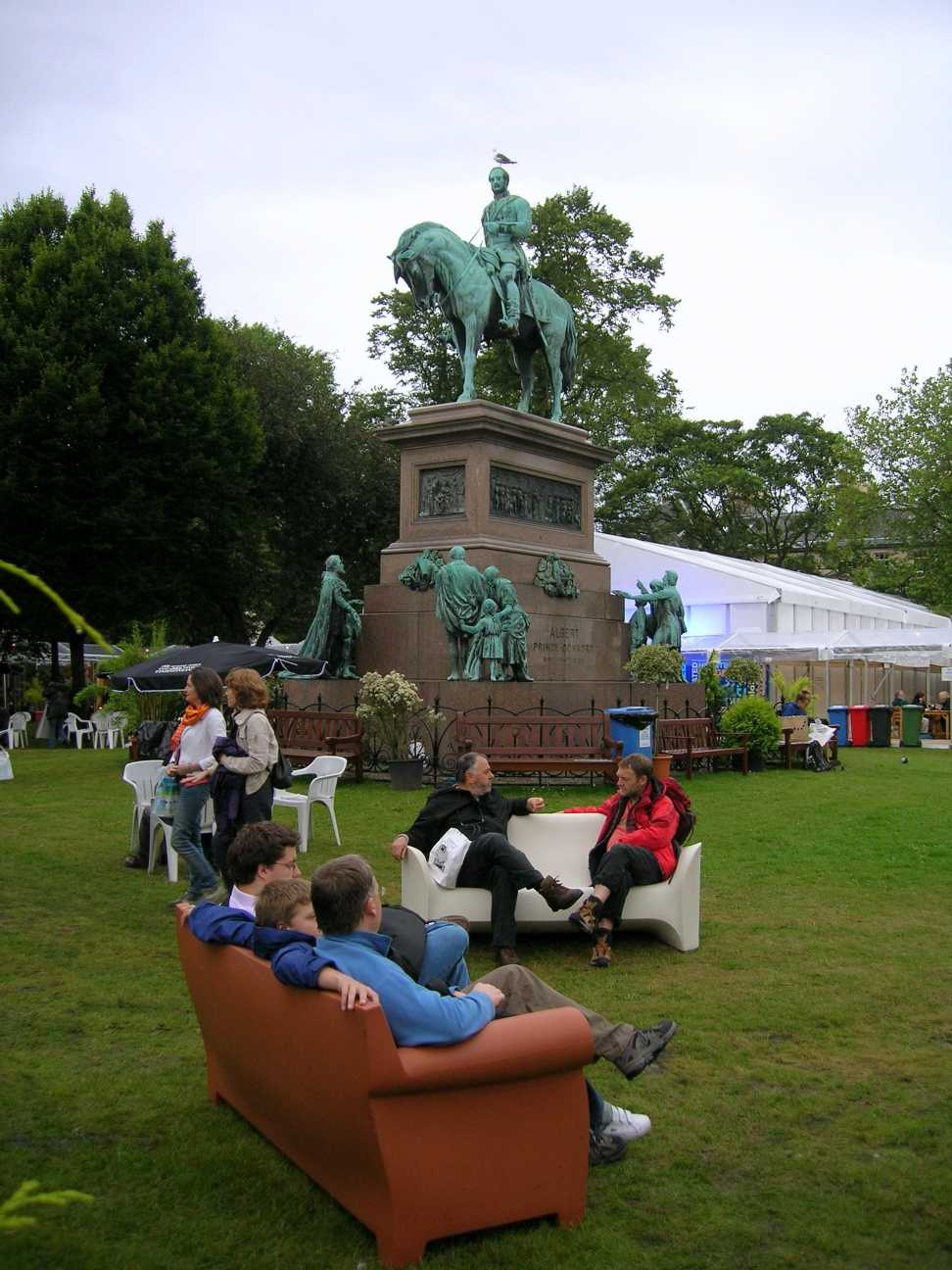
Эдинбургский международный книжный фестиваль, 2007

Эдинбургский международный книжный фестиваль (англ. Edinburgh International Book Festival) — книжный фестиваль, крупнейший в мире. Проводится каждый год, начиная с 1983 г., во второй половине августа в Эдинбурге, Шотландия. Первоначально устраивался один раз в два года, с 1997 г. стал ежегодным. Место проведения фестиваля — площадь Шарлотты в районе Нового города.